# Humedal La Conejera
El Humedal de La Conejera se encuentra ubicado en la localidad de Suba en la ciudad de Bogotá y se puede llegar a él a través de la avenida homónima. Es uno de los pulmones más importantes para la ciudad.

## Flora
Predominan las especies de vegetación acuática como: Buchón Cucharita, 
Carretón de agua, Junco , Botoncillo, Gualola o Envidia. 
Igualmente se encuentran especies terrestres como el cerezo, encenillo, saúce, sangregado, tomillo, abutilón y aliso.
Además es el único lugar del mundo donde se encuentra la Margarita de Pantano (Senecio carbonelli), de la que quedan algunos centenares de especies
| Nombre               | Especie              | Imagen |
| -------------------- | -------------------- | ------ |
| Encenillo            | Weinmannia tomentosa |        |
| Saúce                | Salix                |        |
| Tomillo              | Thymus vulgaris      |        |
| Aliso                | Alnus glutinosa      |        |
| Margarita de Pantano | Senecio carbonelli   |        |

## Fauna
El humedal La Conejera posee gran variedad de especies de animales, es el humedal con mayor registro de especies de aves en Bogotá. La fauna característica son las ranas verdes que crecen entre las flores del cartucho. Igualmente se encuentran curís (Cavia aperea), faras (Didelphis pernigra), comadrejas (Mustela frenata), ardillas (Sciurus granatensis), musarañas (Cryptotis thomasi), murciélagos y más de 30 especies de aves algunas de las más representativas del humedal son: Tingua de pico verde (Gallinula melanops), Garza del ganado (Bubulcus ibis), Garza Estriada o garza castaña (Butorides striatus), Tingua de pico rojo o tingua moteada (Gallinula chloropus), Tingua bogotana (Rallus semiplumbeus), Chorlo canadiense (Tringa flavipes), Cucarachero de pantano (Cistothorus apolinari) y Toche de pantano o Monjita (Agelaius icterocephalus).
| Nombre                 | Especie                 | Imagen |
| ---------------------- | ----------------------- | ------ |
| Tingua de pico verde   | Gallinula melanops      |        |
| Garza del ganado       | Bubulcus ibis           |        |
| Garza Estriada         | Butorides striatus      |        |
| Tingua de pico rojo    | Gallinula chloropus     |        |
| Tingua bogotana        | Rallus semiplumbeus     |        |
| Chorlo canadiense      | Tringa flavipes         |        |
| Cucarachero de pantano | Cistothorus apolinari   |        |
| Monjita                | Agelaius icterocephalus |        |

## Historia
En el pasado, los Muiscas utilizaban los terrenos cercanos al humedal para cultivos de maíz y papa, además de la crianza de patos y curíes.
Posterior a ello, durante la época de la colonia, la hacienda la Conejera era controlada por una casa en los cerros llamada "El Chucho". En 1776 la hacienda fue rematada por los Jesuitas. Para dicha época el humedal se encontraba rodeado por sus bosques nativos de arrayanes y alisos.
Este humedal se convirtió en insignia de la ciudad, ya que fue allí donde nació el movimiento ambiental en defensa de los humedales, pasando de ser de uno de los ecosistemas más afectados en los años noventa, a ser uno de los más recuperados en la actualidad.
Dentro de los planes de conservación de este ecosistema se construyó un canal para las aguas lluvias ubicado en la quebrada de Salitrosa, además del interceptor de aguas negras que se extiende por todo el costado sur del humedal y la quebrada La Salitrosa. En los 23 barrios aledaños del sector se han desarrollado redes de alcantarillado para reducir el vertimiento de aguas contaminadas al lugar.
En el año 2012 la Secretaría de Ramsar lo seleccionó como uno de los 14 mejores sitios en el mundo para hacer turismo sostenible.
Actualmente, la conservación del ecosistema es administrado por la fundación humedal de La Conejera, hoy en día el lugar es adecuado para la educación e investigación ambiental.